# Inácio Saba I
Inácio Saba I (em siríaco: ܐܝܓܢܛܝܘܣ ܣܒܐ) também conhecido como Inácio Sobo de Salah ou Ignatius Sobo Ṣalḥoyo, foi o patriarca ortodoxo siríaco de Tur Abdin de 1364 até sua morte em 1389.